# Hrazení bystřin v Česku
Hrazení bystřin je snaha člověka ochránit půdu, jako jednu ze základních složek zdrojů živobytí, proti škodám způsobovaným vodou, tedy zásahy do uspořádání odtokových poměrů v jednotlivých povodích.
Původně byl způsob ochrany půdy proti škodám způsobovaným vodou prováděn bezděčně jako úprava a stavební opevňování koryt potoků a řek pro rychlý a plynulý odchod přívalů. Během doby člověk poznal, že původ velkých vod a jimi unášených nežádoucích a škodlivých plavenin je v horních částech obvodu povodí, tedy v horách, kde srážky na neporostlých pláních jednak splavují zvětralé části zemin, jednak se pak soustřeďují do rýh a úžlabin. Nadto navíc vyhlodávají a odnášejí jemnou suť až balvany do dolních částí povodí, která jsou zanášena nánosem a kde jsou zaplavována lidská obydlí, pozemky a komunikace. Tehdy se pozornost začala věnovat také lesním porostům a vůbec rostlinným krytům na plochách v horních částech povodí, které zmírňovaly náhlý odtok srážkových vod a zabraňovaly tak přímému vzniku a příčinám způsobovaných škod.
Ochranné práce konané z tohoto hlediska a vztahující se na horní část povodí, tj. na sběrnou oblast, kde se tvoří plaveniny, nebo na střední část povodí, kde jsou plaveniny vodou unášeny, vykonávala státně organizovaná služba hrazení bystřin. Prostředky k dosažení ochrany půdy, jichž se zde používá, jsou stavebně technické při vlastním zajišťování bystřinných toků směrově i spádově, a biologické, prováděné buď mimo koryto jako plošné zalesňování ohrožených ploch, nebo prováděné v korytě jako vegetační zpevňování břehů.

## Historie

### Do roku 1945
Soustavné plánování a provádění zahrazovacích prací na území bývalého Rakouska-Uherska započalo v 19. století, kdy bylo podloženo zákonnými ustanoveními. Zákon o opatření k neškodnému svádění horských vod (hrazení bystřin) byl vydán 30. června 1884 pod č. 117 říšského zákoníku a zahrazovací práce se podle něho původně začaly provádět v alpských zemích. Současně byl pod č. 116 ř. z. dne 30. června 1884 vydán meliorační zákon, který byl později doplněn zákonem č. 4 ř. z. z 4. ledna 1909 a byl základem pro finanční úhrady zahrazovacích prací na bystřinných tocích, kdy stát přispíval na jednotlivé akce 70 % a příslušné země 30 %. Rakouské ministerstvo orby vydalo nařízení o úpravě a vybavení příloh projektů na hrazení bystřin dne 18. prosince 1885, č. 2/1886 ř. z., čímž byl sjednocen způsob vypracovávání projektů. Dalším zákonem č. 17. ř. z. ze dne 7. února 1888 bylo stanoveno, že k projektování a ke správě staveb hrazení bystřin se přidělují státní orgány, tj. zaměstnanci lesního oddělení technického pro hrazení bystřin.
Organizace služby hrazení bystřin byla řízena centrálně lesnickotechnickým oddělením hrazení bystřin při ministerstvu orby ve Vídni a jemu byly podřízeny expozitury v jednotlivých zemích. Tak byla zřízena mimo jiné také sekce pro země české a karpatské v Těšíně v roce 1884. Na Moravě byla zřízena expozitura c. k. lesnickotechnického oddělení pro hrazení bystřin v Brně vyhláškou c. k. místodržitele č. 99 z. z. ze dne 21. prosince 1909 na základě výnosu ministerstva orby ze dne 23. února 1909, č. 1665. Pro Čechy byla zřízena expozitura v Praze roku 1890 a pro Slezsko expozitura v Opavě roku 1906.
Po první světové válce bylo zřízeno oddělení hrazení bystřin na ministerstvu zemědělství v Praze a jemu byly podřízeny jinak samostatné expozitury v Praze, v Brně a v Opavě. Od roku 1928 byly expozitury přičleněny k zemským úřadům v Praze a v Brně a výkonnou službu hrazení bystřin obstarávaly státní stavební správy hrazení bystřin u okresních úřadů při zemědělských odděleních.
Zákon o státním fondu pro vodohospodářské meliorace č. 49/1931 Sb. stanovil podporu na provádění prací vodohospodářských meliorací, jejichž účelem byla ochrana nemovitostí před vodními škodami, zvýšení výnosu půdy, hospodářské využití vodstva, zásobení obcí vodou, a jejichž provedení bylo ve veřejném prospěchu. V § 3., stati I., odst. 2. bylo stanoveno, že z prostředků fondu mohly být prováděny (mimo jiné) stavby: Neškodné svádění horských vod, zajištění sváživých území a strží, dále hrazení bystřin (vyjímajíce úpravy místních štěrkonosných toků a bystřin, které vtékají do Labe a Vltavy). Z fondu části A se podle § 11., odst. 2b přispívalo na úpravu větších štěrkonosných toků a na hrazení bystřin i s příslušnými hlavními melioračními zařízeními, jakož i na stavby větších vodních nádrží nejvýše 70 %, převzala-li země aspoň 25 % a zájemníci zbytek nákladu (5 %).
Pro každý podnik (akci) byl zřízen udržovací fond u Zemské banky v Praze, do něhož přispíval stát, země a zájemníci stejným procentem jako na vlastní zahrazovací práce. Pro provoz vydalo ministerstvo zemědělství výnosem č. 120.687/30-5 „Všeobecné podmínky pro práce a dodávky při provádění vodohospodářských meliorací (tudíž i pro hrazení bystřin) podnikaných za účasti státu a zemí“, a výnosem č. 32.327/35 z 29. 1. 1936 „Služební instrukce pro správce staveb prováděných za finanční účasti státního fondu pro vodohospodářské meliorace“. V letech 1939 až 1945 byla činnost hrazení bystřin omezena pouze na biologické práce (zalesňování) a na záchranu sváživých území v Nikolčicích a v Židlochovicích.

### Po roce 1945
Po druhé světové válce byla služba hrazení bystřin řízena odborem XIX. – lesnickotechnická ochrana půdy – hrazení bystřin – na zemském národním výboru v Brně a výkonnou složkou byly opět stavební správy hrazení bystřin, jimž byla náplň činnosti rozšířena o zřizování ochranných lesních pásů (větrolamů) a o péči o břehové porosty na tocích. Po zřízení krajů 1. února 1949 byla úhrada nákladů na hrazení bystřin zajištěna zcela ze státního rozpočtu. Ministerstvo zemědělství vydalo na základě vládního nařízení č. 116/Sb. ze dne 22. 4. 1949 o dalších přesunech působnosti ve veřejné správě z vyšších orgánů na nižší ve sbírce oběžníků pro KNV, ročník I. (1949), č. 33 ze dne 23. 8. 1949, čj. P 1913-90-1949: „Pokyny k přesunům působnosti pro obor lesní služby dohlédací, lesnickotechnické ochrany půdy a myslivosti“.
Vypracování projektů na hrazení bystřin a na půdoochranné zalesňování a na zřizování ochranných lesních pásů se dělo v rozsahu potřeb stanovených státním vodohospodářským plánem (vypracovaným v letech 1949–1953 a schváleným vládou 8. 1. 1954) podle úkolů daných státním plánem rozvoje národního hospodářství. Státní vodohospodářský plán republiky Československé (SVP 1953) se stal prvním soustavným přehledem možností využití vodního bohatství československého státu a podle § 3 zákona č. 11/1955 Sb., o vodním hospodářství (který byl vydán na základě podkladů státního vodohospodářského plánu), se stal směrným plánem pro vodohospodářská opatření všech odvětví národního hospodářství, jakož i pro územní plánování.
Od 1. října 1950 byla služba hrazení bystřin přičleněna k oddělení IX/4c KNV v Brně jako „Zařízení lesnickotechnických meliorací – hrazení bystřin“ a výkonná služba byla na oblastních správách lesnickotechnických meliorací – hrazení bystřin v Brně a v Jevíčku. S rostoucími úkoly v provozu bylo nutno zřídit projekční složku pro projektování všech druhů prací obsažených v náplni služby. Vládním nařízením č. 124/1951 Sb. z 17. 12. 1951 o organizaci státních lesů podle § 42., odst. 1., zákona č. 241/1948 Sb. o prvním pětiletém hospodářském plánu rozvoje čsl. republiky, přešlo dnem 1. ledna 1952 provádění lesnickotechnických meliorací – hrazení bystřin na Správu státních lesů. Vedení služby lesnickotechnických meliorací – hrazení bystřin mělo u Krajské správy lesů Krajské středisko LTM – HB v Brně a pracovní výkon prováděla oblastní střediska v Brně, v Jevíčku a ve Znojmě. Od roku 1953 do roku 1955 se služba LTM-HB nazývala Správa LTM-HB a její výkonné složky Střediska LTM-HB v Brně, v Jevíčku a ve Znojmě. V letech 1956 a 1957 bylo ústředí služby LTM-HB jako jeden z lesních závodů zváno „Závod lesnickotechnických meliorací v Brně“, při čemž název výkonných složek „středisek“ se nezměnil.
V rámci návrhu na decentralizaci a reorganizaci na úseku ministerstva zemědělství a lesního hospodářství, který vláda vzala na vědomí usnesením č. 2646 ze dne 23. 11. 1956 a dále ve smyslu usnesení komise politického byra ÚV KSČ o zvýšení efektivnosti u vodohospodářských investic, bylo třeba provést i na úseku vodního hospodářství některá opatření. Ministerstvo zemědělství vydalo dne 29. 6. 1957 oběžník č. 157.176/1957-233, jímž sdělilo, že při správách zemědělství a lesního hospodářství KNV se vytvoří organizace „zemědělských a lesnickotechnických meliorací“, jež vznikne z dosavadních „Závodů lesnickotechnických meliorací“ (začleněných dosud do Krajských správ a lesů) a z dosavadních „Krajských středisek státních traktorových stanic pro těžké půdní úpravy“ (podléhajících dosud ministerstvu zemědělství a lesního hospodářství). Kolegium ministra zemědělství a lesního hospodářství schválilo oběžníkem č. 212.713/57-233 ze dne 14. 11. 1957 „Směrnice ministerstva zemědělství o zřízení Krajských podniků zemědělských a lesnickotechnických meliorací“.
Protože státní vodohospodářský plán v některých ohledech zastaral, bylo v roce 1967 rozhodnuto o jeho přepracování a zákonem o vodách č. 138/1973 Sb. (vodní zákon) zaveden institut „směrného vodohospodářského plánu“. Směrný vodohospodářský plán ČSR (SVP 1975) byl vydán v letech 1975–1976. Nový vodní zákon č. 254/2001 Sb. byl vydán v roce 2001. Ze Směrného vodohospodářského plánu ČSR vycházely vodoprávní úřady při rozhodování, při vydávání vyjádření a při provádění ostatních opatření podle nového vodního zákona z roku 2001 až do schválení nových plánů v příslušném povodí.